# Фиштик, Елена Владимировна
Елена Владимировна Фиштик (10 сентября 1960, Свердловск) — советский (с 1987) и российский композитор, писатель, сценарист.

## Биография
Родилась в г. Свердловске. Окончила консерваторию по специальности композитор в г. Кишинёве (Молдавия), у ведущего профессора Ткач З. М., стажировалась в Московской государственной консерватории имени П. И. Чайковского у ведущего преподавателя Ю. Фортунатова.
Е. Фиштик автор 3 симфоний, 3 опер по А. П. Чехову (были поставлены в Оперном Театре в Москве 1989 г.), 5-частной оратории для БСО (Большого Симфонического Оркестра), хоров и солистов — по лирике В. Маяковского, свыше 10 хоров музыки для фортепиано, скрипки, вокала, контрабаса, гитары и др. Автор большого количества эстрадной музыки и песен, а также мюзиклов для детей и взрослых.
Автор балета «XXI Век», который был поставлен в Кишинёве и показан на международном фестивале современной музыки в 2004 г. Выпустила 5 мюзиклов (4 детских по сказке Х. К. Андерсена и «Мистер-Твистер» по С. Я. Маршаку, «Ёжик в тумане», «Муха Цокотуха» и мюзикл для взрослых — «Амуры» по А. П. Чехову). В 2011 году, Елена Фиштик выпустила новый спектакль «Волшебный чай» — автор Людмила Ивановна Иванова, Московский музыкальный театр для детей и молодежи «Экспромт», Москва.

## Сочинения
- Мюзикл «Мистер Твистер»
- Мюзикл «Тайна Матушки Бузины»
- Мюзикл «Антошка и гармошка»
- Мюзикл «Ёжик в тумане»
- Мюзикл «Муха-Цокотуха»
- Мюзикл «Борщ»
- Мюзикл «Дачные амуры»
- Мюзикл «Вифлеемская звезда»[1]
- Опера «Спасть хочется» по А. Чехову (1989)
- Оратория в 5 частях, для БСО, 2 хоров и солистов — по лирике В. Маяковского
- Балет «XXI век»
- Балет «София»
- Балет «Дмитрий Донской»
- Три симфонии
- Хоровая музыка
- Музыка для фортепиано
- Ансамблевая музыка
- Музыка для театра и кино («Сальвадор Дали», «Левша»)
- Множество детских песен
- Эстрадная и джазовая музыка
- Музыка в стиле «HOUSE»
- Роман «Сара»

Выпущены в свет диски и нотные издания.
Сотрудничает с театром «Экспромт» (Москва, худ. рук. Иванова Л. И.) и входит в художественно-творческий состав театра.

### Работы в театреМосковском музыкальном театре для детей и молодежи «Экспромт»
- «Дачные амуры», 2002 г.
- «Ёжик в тумане», 2005 г.
- «Муха-Цокотуха», 2008 г.
- Китайская сказка «Волшебный чай» — автор Людмила Ивановна Иванова, театр Экспромт, Москва, 2011 год.

### Записаны и изданы
- Альбом симфонической музыки;
- Альбом музыки из балетов;
- Альбом детской музыки;
- Альбом эстрадной музыки;
- Нотные издания, от классического репертуара до сборников детской музыки.
- Роман «SARA»
- Роман «Любовь»
- Песенки-раскраски

### Музыкальные клипы
- ELL FISH — Bésame mucho[2]
- ELL FISH — Historia de un amor[3]
- ELL FISH — Это Ты и Я[4]